# 永暑礁
永暑礁（英語：Fiery Cross Reef，直译：「火十字礁」，越南语：／，直译：「十字礁」，直译：「英勇礁」），位于南海南沙群岛中西部，原是天然环礁，经中国填海而成人工岛，位于大现礁西南约55海里（102），渚碧礁西南约110海里（200）。目前永暑礁由中華人民共和國實際控制，行政上隶属于海南省三沙市南沙区。中華民國、菲律宾、越南亦宣称对永暑礁拥有主权。
永暑礁原本是南沙群島中部的一个岩礁，中华人民共和国自1988年赤瓜礁海战后实际控制此礁，于2014年8月开始实施大规模填海造陸工程。至2015年9月永暑礁已扩展为一座人工岛，面积达2.8平方公里，并建有包括3,000米长的机场跑道、大型港口、直升机停机坪、雷达罩、监视塔等设施。永暑礁在2017年持续推进军事化建设，新建大型飛機庫、地下建築工程、大型通訊和感應器陣列，以及導彈平台的加固掩體等。2020年永暑礁成为三沙市南沙区政府行政中心。目前永暑礁已成为中国在南海实施空海控制战略的重要据点，是开发最好的岛礁，也是南沙群島中的第三大人工岛，仅次于美济礁和渚碧礁，与其合称「三大岛礁」（Big Three）。

## 名称
永暑礁的英語名稱爲「Fiery Cross Reef」，源自1860年3月4日英国飞剪式帆船「火十字号」（Fiery Cross）在此触礁沉没，于是被命名为「火十字号礁」。又因为此礁位于调查者号浅滩（Investigator Shoal，即榆亚暗沙）西北方，所以也称作「西北調查者号礁」（Northwest Investigator Reef）。
1935年，中华民国水陆地图审查委员会审定公布《中国南海各岛屿华英名对照表》，其中「Fiery Cross or N. W. Investigator」被翻译为「十字火礁或西北調查礁」。1939年，日本佔領南沙群島，此礁命名爲「黑洲礁」，直到1945年日本投降為止。
1947年10月，中华民国内政部公布《南海諸島新舊名稱對照表》，「Fiery Cross or N. W. Investigator Reef」更名爲「永暑礁」。
1983年4月，中华人民共和国中国地名委员会公布《我国南海诸岛部分标准地名》，沿用了「永暑礁」的名称，旁注当地渔民习用名称「上⿰土戊」。
菲律宾方面称为「英勇礁」。越南则称为「十字礁」（越南语：／）。

## 地理位置
- 9°33′0″N 112°54′0″E / 9.55000°N 112.90000°E。
- 西北距金蘭灣約250海里，距離海南島榆林港560海里，位於南海中央航線和華南水道交匯處。距中國大陸約740海里。
- 位於大現礁西南約55浬、畢生礁西北約50浬、東礁北偏東46海里，地處太平島至南威島中途。

## 地質地形
- 礁盤呈橢圓形，主礁盘面积约4平方公里。東北—西南向延伸約26公里、寬約7.5公里，由數個暗礁、沙灘組成，漲潮時大部淹沒，礁湖形態不明顯，水深14.6～40米。
- 唯一天然形成的1米高岩石位於西南端上（9˚33'N 112˚53'E），除此岩外其餘礁大部份當海水高潮所淹沒，東北側有礁石高出水面0.6米。
- 1988年，西南礁坪經過填海造陸後，建設出面積為0.0081平方公里（長寬各90米）的人工島礁。截至2015年3月15日止，填海面积約达2.8平方公里左右。
- 永暑礁礁體地下的淡水水體，被中國科學家發現其正以每年1公尺的快速增長率逐漸擴大，因為淡水比重較低，浮在岛上形成所謂的淡水透镜（lens）結構。根据電腦模型预测，永暑礁上的淡水水體最快將在15年後成長穩定[19]。
- 永暑礁的礁盤全長綿延26公里多，寬7.6公里，總面積達到108平方公里。因而改造潛力是最大的，預計中國政府最終建成的永暑人工島群，可能擁有62平方公里的陸域面積，6.5平方公里之湖泊面積和35.5平方公里之潟湖內港。[20]

## 歷史

### 中華民國時期
- 1935年，中華民國國民政府公佈名稱為十字火礁或西北調查礁。[21]
- 1947年，中華民國政府公佈名稱為永暑礁[15]。中國漁民向稱「上⿰土戊」。有些外文圖書稱為 Fiery Cross Reef或N.W. (Northwestern) Investigator Reef。此外，越南方面将其称为“十字礁”。[22]

### 中華人民共和國時期

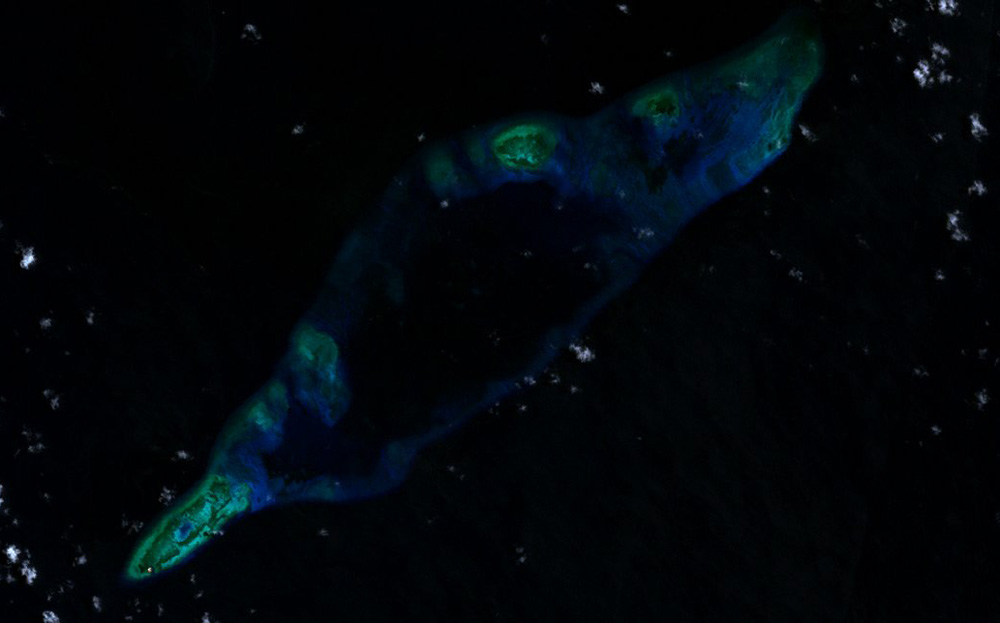
2000年的永暑礁卫星图，此时尚未填海造陆。

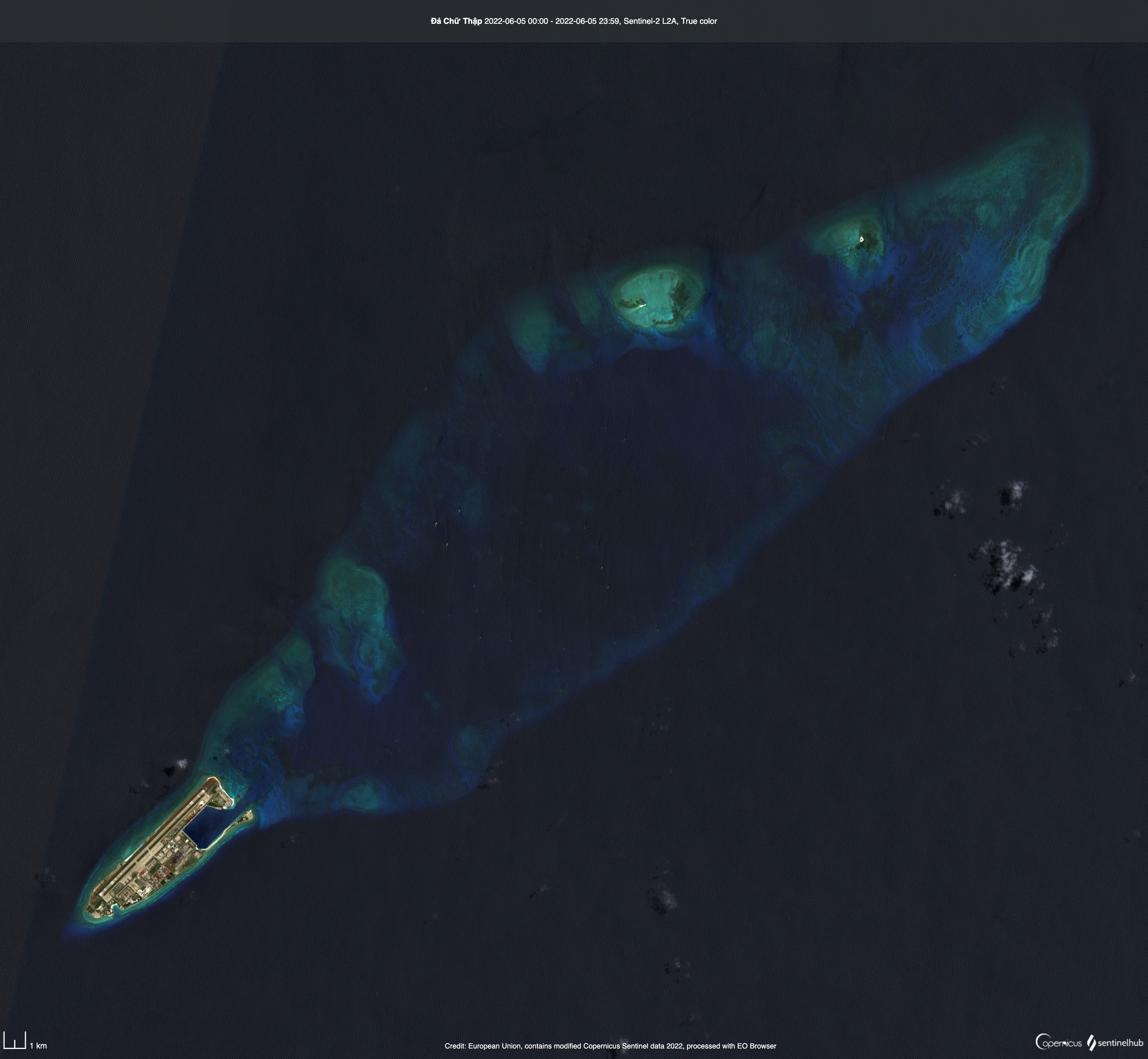
2022年的永暑礁卫星图，已被中国填海造岛。

- 1987年3月17日至4月14日，聯合國教科文組織政府間海洋學委员會第14次年会在法国巴黎举行。1987年4月14日，海委会全会表决通过了《全球海平面观测计划》中的《观测网站计划》，決定在全球设立297个海洋观测站，其中委托中国建立共5个海平面观测站点，其中包括了一个位于南沙群岛地区的观测站。 [23]
- 1987年4月，中華人民共和國政府選定永暑礁作為建造聯合國教科文組織委托的海平面觀察站的地點[23]，同時開始設立主權碑，並分別在該海域的5個礁盤上建立10座航標燈。此舉導致了越南海軍的激烈反應，於1988年爆發了赤瓜礁海戰等一系列武裝衝突。在擊沉所有越南艦艇並擊殺74名越南軍民後，中國在赤瓜礁海戰獲勝，並武裝占領了包括永暑礁在内的6个岛礁，填补了中国对南沙群岛实际控制的空白。[24]
- 2014年8月，中華人民共和國開始填海造陸工程。
- 2015年4月25日，島嶼面積已经达到2.8平方公里，面积现次于美济岛和渚碧岛。
- 2015年5月13日，島上的机场跑道已基本成型。
- 2015年9月，卫星图像显示，跑道长约3,125米。[25]
- 2016年1月2日，中国外交部发言人承认中国政府已经征用民航飞机在島上进行校验试飞。永暑島机场完工，海南航空公司和南方航空公司客机进行了成功的试航。
- 2016年4月17日，中國海軍海上巡邏機运-8因執行緊急救援任務，成為首架在永暑島公開起降的軍機。[26]
- 2016年5月6日，中国声称目前永暑礁生態仍在恢復中，尚未一步完全填海造陸完成，對於工程破壞環境的指控，中國聲稱是使用生態手法，使其主要透過自然仿真，逐漸進化為海上綠洲的造島過程。[27]
- 2020年4月18日，三沙市设立西沙区与南沙区两个市辖区，永暑礁成为南沙区政府驻地。[28]

## 现状

### 人口
目前由中国人民解放军海军驻守，大約可容納200人，其中包括無線電、雷達和油料及維護人員，無一般平民居住。

### 交通
- 机场

永暑礁机场有一条3300米、方向為05/23的跑道，一座航站楼，20个机库，2直升机平台。2016年1月6日，中国政府征用的两架民航客机先后从海口美兰机场起飞，经过近2小时的飞行，分别于10时21分、10时46分降落永暑礁新建机场并于当日下午返回海口。
- 港口

永暑港有一個5,000噸級運輸補給碼頭

### 通訊
2010年4月28日，中国移动通信开始在南沙群岛建设移动通信基站。2010年5月20日，永暑島基站开通。2011年3月31日，南沙七礁八点280平方公里的海域实现全覆盖，2015年3月，中国移动开通南海永暑礁、渚碧礁上的4G基站。现今中国三大主流通信运营商的手机讯号均已覆盖。

### 建築
灯塔两座，聯合國教科文組織海洋觀察站，十余座樓房，足球场一個、篮球场四個、羽毛球场两個，一個500平方米的蔬菜棚。

### 医疗
永暑礁医院自2016年6月建成运营，以二级甲等医院标准建设。

## 外部連結
- 組圖：永暑礁（人民網記者 郭嘉 攝） （页面存档备份，存于）